# شريف دين أكاكبو
شريف دين أكاكبو هو لاعب كرة قدم بنيني، ولد في 1 ديسمبر 1997 في باراكو في بنين.